# Depresiunea colinară a Transilvaniei

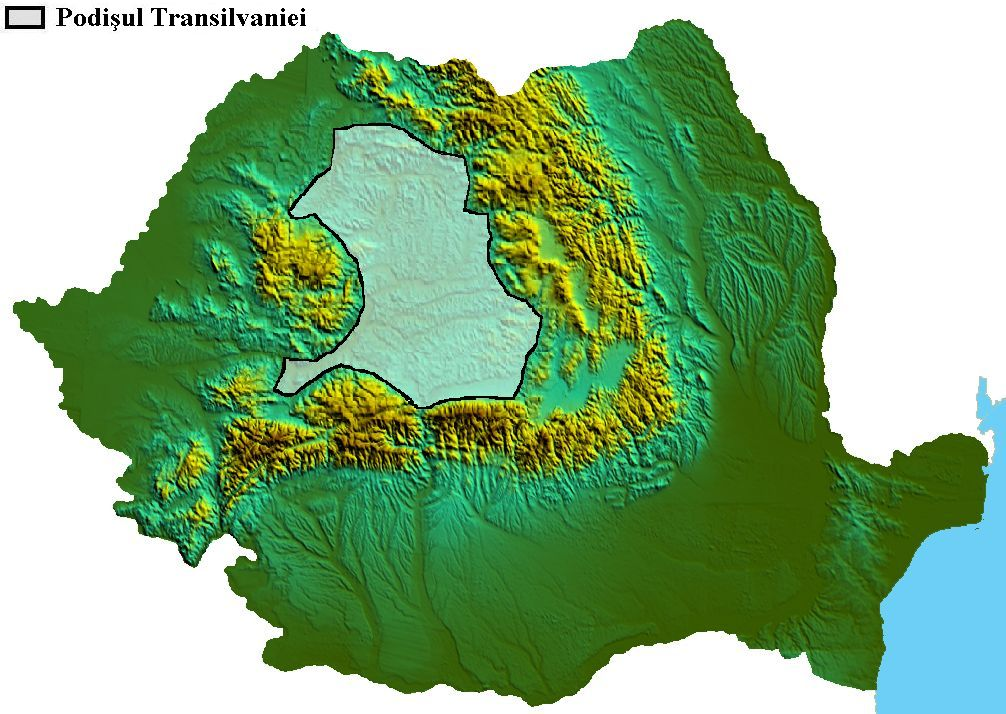
Depresiunea Colinară a Transilvaniei

Depresiunea Colinară a Transilvaniei (Bazinul Transilvan, Podișul Transilvaniei, în germană Siebenbürgisches Becken) este o unitate geografică din zona interioară a arcului carpatic. Are un relief colinar, de unde și denumirea de colinară și este mărginită de cele trei ramuri carpatice: Carpații Orientali (în nord și est), Carpații Meridionali (în sud) și Carpații Occidentali (în vest). Spre nord-vest contactul cu Dealurile de Vest se face prin intermediul Jugului intracarpatic.

## Relief
Succesiv evoluției și în contextul structurii geologice, este alcătuită din doua zone relativ concentrice.
- spre exterior se află o structură cutată (mai accentuată în est și ceva mai slab în sud și vest). Aceasta la contactul cu structurile submontane constituie o zonă de depresiuni submontane în vest și sud, și de o succesiune de depresiuni și dealuri similare Subcarpaților în est. Această zona marginală este așadar formată din depresiuni submontane (Huedin, Almaș-Agrij, Iara, Bistrița, Vălenii de Mureș, Gurghiu, Sovata-Praid, Odorhei, Homoroadelor, Hoghiz, Făgăraș, Sibiu), intracolinare (Dumitra, Voivodeni,  Măgherani-Atid, Cristuru Secuiesc), culoare depresionare (Orăștie, Alba Iulia – Turda) și dealuri (zone deluroase relativ izolate – în vest și unități ca Dealurile Bistriței, Culmea Șieului, Subcarpații Transilvaniei – în est).
- în centru se individualizează un areal de podiș (Podișul Transilvaniei) cu structuri cvasiorizontale sau domoale – pe alocuri boltite sub formă de  domuri. Zona centrală este formată din Podișul Someșan, Câmpia Transilvaniei (cu aspect deluros și altutudini caracteristice dealurilor, este numită „câmpie” datorită utilizării agricole) și Podișul Târnavelor (cu subunitățile Podișul Târnavelor – propriu-zis și Podișul Hârtibaciului alături de Podișul Secașelor – în sud).

## Evoluția și alcătuirea geologică
A început să funcționeze ca o arie de sedimentare după tectogenezele de la sfârșitul Cretacicului (austrică, laramică). 
Structura geologică prezintă două unități: 
- fundament de tip carpatic - este alcătuit din șisturi cristaline, urmate de formațiuni sedimentare prelaramice (din Permian, Liasic, Cretacic superior).
- cuvertura sedimentară - a fost depusă în două etape:

1. Cretacicul superior – Miocenul inferior: etapă de sedimentare cuprinsă între fazele laramică și stirică. Se caracterizează prin alternanță de formațiuni continentale (aluviale, proluviale, coluviale) și marine și faciese variate în funcție de mișcările eustatice (schimbări ale nivelului mării) și tectonice (ridicări sau coborâri). Apare în NV depresiunii și cuprinde etapa paleogenă și cea neogenă.
2. Miocenul mediu (Badenian) – Panonian: diferă de etapa precedentă pentru că apare doar faciesul marin.
A. Badenian – a început cu faza stirică (vulcanism, mișcări pe verticală). Este urmat de affundarea accentuată a depresiunii, apoi de o transgresiune generală, rezultând în Marea Badeniană. Formațiunile reprezentative sunt:
- tuful de Dej: se prezintă pe grosimi de 10-500 m pe marginea depresiunii cu un caracter grosier. Unde apare favorizează formarea reliefului structural cu cueste
- formațiunea de Ocna Dejului: este purtătoare de sare, și este răspândit pe toate laturile depresiunii în cute diapire (Ocna Dejului, Turda, Ocna Mureș, Praid, Sovata)
B. Sarmațian – este răspândit în toată depresiunea cu excepția părții de NV. Este constituit din argile, nisipuri cu intercalații de cinerite (tuful de Hădăreni, tuful de Ghiriș). Apare sub forma unor structuri anticlinale (Sărmașu, Zau de Câmpie)
c. Panonian – este alcătuit doar din depozite fine: argile, nisipuri cu intercalații de tufuri. Are un caracter mai fin în centru și mai grosier spre margine.

## Aspect
Are aspect general de platou fragmentat, de văi care o străbat de la E spre V . În centru sunt prezente șiruri de dealuri iar la contactul cu munții s-au format unități depresionare și culoare. Ca urmare s-au diferențiat unitatea centrală și unitatea marginală a depresiunii Transilvaniei. 
Tipurile de relief prezente: este specific relieful structural reprezentat prin cueste, domuri, anticlinale. Cuestele au o anumită particularitate în Depresiunea Transilvaniei, sunt orientate spre munte. 
Sunt specifice formele rezultate în urma proceselor de versanți: alunecări de teren, forme de deraziune, forme de ravenație (e. Râpa Roșie), relief fluviatil (terase, lunci).

## Trăsături climatice
Sunt determinate de diferența de altitudine dintre părțile centrale și marginale și expunerea diferită față de circulația maselor de aer. Există o diferență de altitudine între partea estică (1000 m) și cea vestică (500-600 m). 
În partea vestică este o umbră de precipitații cu influențe foehnice, cu temperaturi mai ridicate și precipitații scăzute. Partea estică este expus favorabil în fața maselor de aer.
Se pot distinge două areale biopedoclimatice:
1.Partea central-vestică – treptele joase de la partea estică a Munților Apuseni. Temperaturi: 8-9°C, mai mari în Culoarul Alba și zona Turdei. Precipitații: 600-700 mm/an, mai mici în zona Alba și Turda. Asociații vegetale: stepice, silvostepice, forestiere, puternic modificate antropic, înlocuite prin culturi agricole, livezi, vii (asociații de șleau: nu sunt pure).
2.Arealele marginale înalte – Temperaturi: 7-8°C. Precipitații: 700-800 mm/an. Vegetație de tip forestier mai bine conservat. Soluri argilo-iluviale și intrazonale (litomorfe).

## Hidrografia
- Râuri: pot fi autohtone sau alohtone, cu debit mai mare în situația celor alohtone. 72% din debit se formează în zona muntoasă, iar 28% în interiorul Depresiunii Transilvaniei.

- Apele freatice: sunt de calitate necorespunzătoare datorită durității și mineralizării lor ridicate. În arealele cutelor diapire apele sunt sărate. Apele minerale fluctuoase sunt răspândite la Bizușa.

- Lacurile:

- sărate: Ursu
- antropice: Ocna Sibiului, Ocna Dejului, Ocna Mureș, Cojocna (amenajate mai ales cu scopuri turistice)
- iazuri și heleștee: naturale (bararea văilor de aluviuni), antropice (amenajate antropic)
- lacurile apărute între valurile de alunecare au format mlaștini și turbării.

## Populația
2,6 mil de locuitori (11% din populația României). Densitatea medie este de 100 loc/km² cu diferențe între centru (mai mică) și margini (peste medie).

## Așezări
- A. URBANE – 30 orașe dintre care 3 mari (Cluj-Napoca, Sibiu, Târgu-Mureș) restul mijlocii mari (Bistrița, Alba Iulia, Mediaș, Turda). Funcția orașelor:

-este polarizat spre Cluj-Napoca, sau cel puțin până la crearea regiunilor de dezvoltare
-centrele de polarizare sunt:
-Cluj-Napoca: polarizează nu numai din spațiul depresiunii dar și din exterior
-Brașov: este în exteriorul depresiunii, polarizează cel puțin partea de SE a depresiunii
- B. RURALE – sunt răspândite la nivelul Depresiunii Transilvaniei. Media de densitate este de 7,1 sate/100 km² cu maxim 17 sate/100 km², în partea sudică. Majoritatea au sub 500 de locuitori. Tipuri: periurban, de culoar, izolat.

## Agricultura
Agricultura este o acțiune foarte răspândită în Depresiunea Transilvaniei.Cultura plantelor: cereale, plante tehnice (sfecla de zahăr, in, cânepă), legume, viță de vie (Alba-Iulia, Târnăveni, Lechința). Creșterea animalelor: bovine, ovine, porcine, păsări.

## Industria
S-a dezvoltat în principal pe baza resurselor de gaz metan și sare.
- A. Gaz metan:

-combustibil: pe baza acestuia s-a dezvoltat:
-industria materialelor de construcții (lianți, țiglă): Târnăveni, Mediaș, Alba Iulia, Turda
-industria energiei electrice: Târnăveni, Iernut, Fântânele
-industria metalurgică: Câmpia Turzii
-materie primă: pe baza acestuia s-a dezvoltat:
-industria chimică (amoniac, negru de fum): Făgăraș, Victoria, Târgu-Mureș
- B. Sare: pe baza acestuia s-a dezvoltat:

-industria produselor clorosodice: Ocna Mureș, Târnăveni, Turda

## Transporturi
Depresiunea este străbătută de o rețea densă de căi ferate și rutiere orientate predominant de-a lungul culoarelor de vale. Are trei caractere principale: inclaritate, radialitate, prezența legăturilor transcarpatice.
Magistralele feroviare:
- Ocna-Mureș - Brașov
- Depresiunea Huedin - Culoarul Nadăș - Someșul Mic - Arieșul inf. - Mureșul mij. - Podișul Târnavelor
- Defileul Mureș - Depresiunea Reghinului - Depresiunea Bistriței - Culoarul Someșului Mare

Rețeaua rutieră:
- E60 – Depresiunea Huedin – Culoarul Căpuș–Someșul Mic – Masivul Feleacului – Culoarul Arieșului inferior-Mureș – Podișul Târnavelor
- E80 – Podișul Someșan – Masivul Feleacului – Culoarul Alba Iulia-Turda – Depresiunea Sibiu
- E68 – depresiunile sudice